# 젯 셋 라디오 퓨처
젯 셋 라디오 퓨처(Jet set radio future)는 일본의 게임회사 세가의 자회사이자 연구소인 스마일 비트사에서 개발한 비디오 게임이다. 마이크로소프트의 가정용 게임기인 엑스박스와 거의 동시 타이틀로 발매되었다. 일본은 2002년 2월 22일, 미국은 2월 25일, 유럽은 3월 14일에 각각 발매되었다.
JSRF(이하 젯 셋 라디오 퓨처)의 전작인 드림캐스트의 젯 셋 라디오와 동일한 시리즈이며, 후속작이지만, 이전작의 스토리와 이어지지 않는 별개의 스토리이다. 하지만 전작과 등장하는 캐릭터 및 주요 컨셉과 장소는 대부분 동일하며 음악과 디자인등은 후속작에 맞추어 새로이 리믹스되고 컨셉이 바뀌었다.

## 기술
JSRF는 당시 세가가 자랑스럽게 내세웠던 애니메이션 스타일의 셀 셰이딩 기법을 도입하였고 (일본에서는 망가 디멘션/미국에서는 카툰 렌더링으로 불리고 있다.) XBOX의 성능에 힙입어 더욱 더 향상된 광원 효과와 새로이 추가된 모션 블러를 도입하여 높은 완성도를 보여주고 있다. 또한 캐릭터 폴리곤은 전작보다 약 1.5배 많아져 세세한 부분까지 추가되는 등 캐릭터의 컨셉을 확연히 부여주고 있다.
JSRF는 기본적으로 16:9비율의 와이드 화면과 5.1채널을 동시에 지원하고 있다. 따라서 일반 TV와 스피커 장비의 경우 게임플레이에 지장을 주진 않지만 입체적인 사운드 감상이 불가피 하기 때문에 확실한 재미를 위해선 5.1채널의 서라운드 장비를 갖추기를 권장하고 있다.

### 호환 업데이트
XBOX 동시타이틀이지만 XBOX 360과의 호환이 이루어지지 않아 구 기종에서만 플레이 가능했으나, 2007년 4월 19일 공식적으로 호환 업데이트가 이루어지면서 XBOX 360에서도 플레이가 가능하게 되었다. XBOX에서 문제시 되었던 일부 느린 화면에 대해선 약간의 프레임의 상승이 있으며, 광원 효과가 미비하지만 나아졌다고 한다. 단, 일본판/영문판 의 SRF만 구동 가능하며 번들 버전은 지원 되지 않으며, 일부 맵에선 다소 끊기는 에뮬 구동의 단점을 보여준다.

## 게임 시스템
젯 셋 라디오 퓨쳐는 이전작과 거의 동일한 게임 시스템을 채용하고 있지만, 몇가지 추가된 시스템이 있다. '트릭.콤비네이션'의 추가로 다양한 트릭구사가 가능해졌으며(JSRF의 가장 중독성이 강한 묘미 중 하나이다.)
특히 새로이 추가된 '부스트-터보' 시스템은 스프레이 10개를 소모하여 더 빨리 질주하거나 탈출하는 새로운 기능이 추가 되었으며, 퀵-턴을 구사하는게 전작보다 매우 쉬워졌다. 하지만 이전 작인 젯 셋 라디오의 묘미였던 '태깅 시스템'이 사라짐에 따라 아날로그 방향 입력없이 바로 칠할 수 있게 되어 많은 이들의 아쉬움을 사고 있다.

## 캐릭터
젯 셋 라디오 퓨처는 GG단과 숨겨진 히든 캐릭터를 포함하여, 총 24명의 캐릭터가 등장한다.

### GG단
콘(Corn)
GG단의 창시자이자 리더이며 자칭 '천재'라 지칭하는 인물이다.
검(Gum)
GG단의 멤버이자 핵심멤버이며 10분만에 남자의 마음을 짓밟아버릴 수 있을 만큼의 상당한 심술꾸러기이다.
요요(Yo-Yo)
새로이 입단하게 된 GG단의 멤버이며, 처음 JSRF를 시작할 때 플레이 하게 되는 캐릭터이기도 하다. 거짓말을 그 무엇보다 사랑하며 이전에 사이보그인 노이즈 탱크와는 동맹 관계로 맺었던 것으로 알려있지만, GG단에 가입하게 되면서 결별하게 된다.
비트(Beat)
JSRF의 주인공격이며, 그에 관해선 정보에 대해선 미스터리로 알려져 있다. 비교적 복잡한 걸 싫어하고 단순한 걸 좋아한다.
로보이(Roboy)
GG단의 멤버이며 콘이 쓰레기장에서 데려와 수리했다. JSRF의 해당되는 대부분의 메뉴는 로보이를 통해 대화하면 사용할 수 있으며 플레이 및 트라이얼 미션에 대한 전반 적인 부분을 설명해준다.
콤보(Combo)
미국판 젯 셋 라디오 DX (일본 : 데라 젯셋 라디오)의 추가된 스테이지인 그라인드 스퀘어에서 처음 등장하는 캐릭터이다. 외부에서 가장 먼저 얻을 수 있는 동료 캐릭터이며 한손에 거대한 라디오 박스를 어깨에 메고 다닌다.시부야 터미널에서 포이즌 잼을 물리친 후에 얻을 수 있다.
리즈(Riz /미국판은 Rhyth)
미래지향적인 스타일의 캐릭터이며 로카쿠 다이 헤이츠의 코가네 역 지붕 위에서 얻을 수 있다.
가람(Garam)
고글 아이를 쓰고 다니는 흑인 캐릭터이다. 도쿄 지하 하수도장에서 탈출하는 데 도와주며, 에어트릭을 구사하는 데 도움을 준다.
부기(Boogie)
레게머리와 타이트한 붉은 복장을 입은 캐릭터이며, 키보가오가 힐의 전신주 부근에서 얻을 수 있다.
재즈(Jazz)
GG단의 새 멤버이자 JSRF에서 새로이 추가된 신 캐릭터이다. 로카쿠 엑스포 스타디움에서 데스 볼 토너먼트에서 이겨야 얻을 수 있다.
큐브(Cube)
GG단 멤버중에선 가장 마지막에 얻는 캐릭터이자 콤보와 같이 DX/데라 젯 셋 시리즈에서 처음 추가된 캐릭터이다. 이번 작에선 포이즌 잼의 리더로 활동하며 노이즈탱크와의 대면에서 짧게 도움을 준다. 도쿄 지하 최하층 하수도장에서 이겨야만 얻을 수 있다.
소다(Soda)
GG단 중에서 가장 긴 장신을 지니고 있으며 펑크스타일의 머리와 만화같이 기다린 코를 지니고 있다. 하이웨이 제로에서 얻을 수 있다.
클러치(Clutch)
JSRF의 신 캐릭터이며, 후반에 그라피티 소울을 훔쳐 달아난다. 클러치를 잡아야만 얻을 수 있다.

### 라이벌
JSRF에서 등장하는 라이벌 캐릭터이며, 플레이할 수 있는 히든 캐릭터이다.
포이즌 잼(Poison Jam)
못생긴 얼굴에 가면을 쓰고 있으며, 도쿄 지하 하수도장에서 서식하고 있다. 큐브가 이들의 리더이기도 하며, 후에 포이즌 잼 그룹은 해산한다.
래피드 99(Rapid 99)
99번가 지역이 이들의 본거지이자, 여성 그룹이다. 그라피티로 세력을 점거하기 전까지 자신들의 그룹명이기도 한 'Rapid 99'의 밴드를 운영하고 있었다.
임모탈(Immortals)
고층빌딩&파라오 공원에서 만날 수 있으며 요요를 납치할 때 같은 공범이기도 하다. JSRF에서 가장 많이 등장하는 라이벌 캐릭터이며, 파라오 공원/하이웨이제로/로카쿠 퓨쳐 엑스포 스타디움 및 99번가에서 등장한다.
노이즈 탱크(Noise Tank)
로카쿠 그룹의 고우지 회장이 GG단을 제거하기 위해 만든 사이보그 로봇이다. GG단의 일원인 요요를 납치한 주범이며 이를 이용해 '가짜 요요'로 변신하여 공중공룔광장에서 다시 등장하지만, 패배 이후 제거당하게 된다.
둠 라이더즈(Doom Riders)
'헬 바이커즈'로 불리며 같은 라이벌 갱단이다. 로카쿠 퓨쳐 엑스포스타디움에서 데스볼 토너먼트에 패한 뒤 노이즈 탱크에 의해 사이보그 헬멧을 씌워 사이보그 노예가 된다.
러브 쇼커즈(Love Shockers)
한쪽 눈을 가리개로 장식한 여성 갱단이며, 데스볼 토너먼트에서 처음 등장한다. 사랑과 죽음에 대해선 긍정적인 반응을 보인다.

### 로카쿠
고우지 회장(Gouji Rokkaku)
막부시대에 횡령한 거대한 자금으로 조성된 거대기업 '육각그룹'의 회장이며, 도쿄의 모든 법률과 사회전반에 걸쳐 지배를 끼칠만큼 엄청난 기업으로 성장했다. 그의 야망도 역시 거대하다. 도쿄의 모든 문화 및 사회 전반을 지배하고 로카쿠 엑스포를 개최하려는 속셈을 지니고 있지만 GG단에 의해 실패한다.
하야시(Hayashi)
로카쿠 사립경찰 소속 경감이며 나이는 98세이다. 성격이 난폭하다못해 포악해서 그의 손에 걸리는 즉시 벌어지는 일에 대해선 짐작할 수 없을 정도이다. 하지만, GG단에 패배하면서 자연히 해고된다.
로카쿠 시영 경찰(Rokkaku Police)
대재벌그룹 로카쿠그룹의 사영 경찰들이며, 낙서를 하고 다니는 GG단 즉 '루디즈'라 칭하는 거리단을 잡으러 쫓아다닌다.
골든 라이노(The Golden Rhinos)
GG단을 잡는 데 실패하여 로카쿠 그룹이 고용한 갱단이다. 회색 코트의 갱단 복장이며, 때로는 곰인형 복장을 하여 잠복하여 피해를 준다. 게임 내에선 총기를 소지하고 있다.
제로 비트(Zero Beat)
로카쿠의 고우지가 비트를 본따 만든 로봇이며, 고우지가 아들처럼 여긴다. 하지만, 시부야 터미널에서의 패배 이 후 소멸되면서 고우지는 분노한다.
아쿠무(A.KU.MU)
고우지의 가공 세계 내에서의 변신 모습이며, 로봇 모양이다.

### 기타
NT-3000
요요(Yo-Yo)의 클론 캐릭터이며, 노이즈 탱크가 변신한 모습이다. 하지만, 공중 공룡 광장에서 큐브에 의해 정체가 탄로나게 된다.
DJ 프로페서 K
도쿄해적방송국의 DJ이다. 도쿄에 대한 거의 모든 정보를 꿰뚫고 있는 자이며, GG단의 정보망이 되어준다. 도쿄전체를 댄스 홀로 만드는 것이 그의 원대한 계획이자 야망이다.

## 사운드 트랙
젯 셋 라디오 퓨처에서 제공되는 OST는 총 30곡이며, 새로이 제작된 곡이 있으나, 대부분 후속작에 맞추어 새로이 리메이크 되었다. 이 중엔 몇몇 뮤지션들이 전작과 동시에 JSRF에서도 참가했다.
1. Humming the Bassline (D.S. Remix) Hideki Naganuma
2. Aisle 10 (Hello Allison) Scapegoat Wax
3. The Answer (The Latch Brothers Remix) Bran Van 3000
4. Baby-T ? Guitar Vader
5. Birthday Cake ? Cibo Matto
6. Bokfresh ? Richard Jacques
7. Latch Brother Bounce The Latch Brothers
8. Fly Like A Butterfly Hideki Naganuma
9. The Concept Of Love - Hideki Naganuma
10. Funky Dealer Hideki Naganuma
11. Shape Da Future Hideki Naganuma
12. Statement Of Intent Bis
13. Koto Stomp ? The Latch Brothers
14. Count Latchula The Latch Brothers
15. Let Mom Sleep (No Sleep Remix) Hideki Naganuma
16. I Love Love You (Love Love Super Dimension Mix) Guitar Vader
17. Rockin' The Mic (The Latch Brothers Remix) The Prunes
18. I'm Not A Model Russell Simins
19. Oldies But Happies Hideki Naganuma
20. Me Likey The Poom Poom The Latch Brothers
21. Rock It On (D.S. Mix) Hideki Naganuma
22. The Scrappy (The Latch Bros Remix) BS 2000
23. Sneakman (Toronto Mix) ? Hideki Naganuma
24. I'll Victory Beat ? The Latch Brothers
25. What About The Future Richard Jacques
26. Teknopathetic ? Hideki Naganuma
27. Like It Like This Like That Hideki Naganuma
28. Sweet Soul Brother (B.B. Rights Mix) - Hideki Naganuma
29. That's Enough (B.B. Rights Mix) Hideki Naganuma
30. Grace And Glory (B.B. Rights Mix) Hideki Naganuma

## 흥밋거리
- 게임 개발 당시, 음악을 맡았던 그랜드 로열 레코드사가 중간에 도산하는 일이 있었다.
- 처음 출시된 이후 얼마 지나지 않아 SEGA GT 2002/JSRF와 함께 합본 번들로 출시되었다.
- DJ 프로페서 K는 실제로 플레이 가능한 캐릭터이다.

## 평가
| 평가 |         |
| --- | ------- |
| 통합 점수 통합사 점수 게임랭킹스 86% [ 1 ] 메타크리틱 88/100 [ 2 ] 평론 점수 평론사 점수 올게임 [ 3 ] 에지 8/10 [ 4 ] EGM 7.67/10 [ 5 ] 유로게이머 6/10 [ 6 ] 패미츠 32/40 [ 7 ] 게임 인포머 7/10 [ 8 ] 게임 레볼루션 B+ [ 9 ] 게임프로 [ 10 ] 게임스팟 8.7/10 [ 11 ] 게임스파이 [ 12 ] 게임존 8.4/10 [ 13 ] IGN 9.1/10 [ 14 ] OXM (US) 9.2/10 [ 15 ] Entertainment Weekly B− [ 16 ] Maxim 8/10 [ 17 ] |         |
| 통합 점수 |         |
| 통합사 | 점수    |
| 게임랭킹스 | 86%     |
| 메타크리틱 | 88/100  |
| 평론 점수 |         |
| 평론사 | 점수    |
| 올게임 | [ 3 ]   |
| 에지 | 8/10    |
| EGM | 7.67/10 |
| 유로게이머 | 6/10    |
| 패미츠 | 32/40   |
| 게임 인포머 | 7/10    |
| 게임 레볼루션 | B+      |
| 게임프로 | [ 10 ]  |
| 게임스팟 | 8.7/10  |
| 게임스파이 | [ 12 ]  |
| 게임존 | 8.4/10  |
| IGN | 9.1/10  |
| OXM (US) | 9.2/10  |
| Entertainment Weekly | B−      |
| Maxim | 8/10    |